# Новое Титово
Новое Титово — деревня в Орехово-Зуевском муниципальном районе Московской области. Входит в состав сельского поселения Дороховское. Население — 116 чел. (2010).

## Расположение
Деревня Новое Титово расположена в юго-восточной части Орехово-Зуевского района, примерно в 25 км к югу от города Орехово-Зуево. Высота над уровнем моря 146 м.

## История
До 2006 года Новое Титово входило в состав Дороховского сельского округа Орехово-Зуевского района.

## Население
По переписи 2002 года в деревне проживало 102 человека (37 мужчин, 65 женщин).
| 2002 | 2006 | 2010 |
| ---- | ---- | ---- |
| 102  | ↗119 | ↘116 |